# Uvrier

Uvrier von Bramois aus

Uvrier ist eine Schweizer Ortschaft und ein Ortsteil und Vorort der Stadt Sitten im Kanton Wallis.

## Geografie
Die periurbane Ortschaft liegt weit ausserhalb der Stadt am östlichen Rand des Stadtgebiets. Sie ist vier Kilometer von den nächsten Quartieren der Agglomeration Sitten entfernt und befindet sich an der Stadtgrenze, die bei Uvrier durch das kanalisierte Bachbett des Wildbachs Lienne verläuft. Jenseits der Lienne liegt die Gemeinde Saint-Léonard im Bezirk Siders, die mit Uvrier zusammen eine geschlossene Siedlungfläche bildet.
Bis im 19. Jahrhundert war Uvrier ein kleiner Weiler neben der Liennebrücke an der Landstrasse von Sitten nach Siders mit nur wenigen Gebäuden. Daneben lag eine grosse Landwirtschaftsfläche, die auf dem sanft abfallenden Schwemmkegel der Lienne vorwiegend für den Obstbau und am steilen Berghang oberhalb des Ortes für Rebbau benützt wird. Erst im Verlauf des 20. Jahrhunderts hat sich daraus ein neues Dorf gebildet, das aus einer lockeren Wohnhaussiedlung mit vereinzelten Gewerbebetrieben besteht. Der rasch wachsenden Siedlung hat ein bedeutender Teil der Landwirtschaftsfläche im Talboden weichen müssen.
Im Jahr 2012 wies Uvier eine Bevölkerung von etwa 1400 Personen auf. Die meisten Berufstätigen arbeiten als Wegpendler. Im Umfeld der 1968 gebauten Kapelle und dank der Tätigkeit eines Quartierrats (Conseil de communauté) hat sich ein soziales Leben in der Ortschaft entwickelt. Das Dorf gehört kirchlich zur Pfarrei St-Léonard-Uvrier.
Der Rebberg von Uvrier ist der östlichste Abschnitt des Weinbaugebiets Vignoble de Sion, das wegen seiner steilen Lage auf zahlreichen Trockenmauern angelegt worden ist. Grössere Wirtschaftsbetriebe im Ort sind das Einkaufszentrum Uvrier, das im Jahr 1971 als erstes Unternehmen dieser Art im Wallis eröffnet wurde, mit Verkaufsgeschäften von Coop und mehreren andern Detailhändlern, das 1991 gebaute 4-Stern-Haus Hôtel des Vignes, das der Bourgeoisie de Sion gehört, und die Autogarage RDC Mécanique générale.
Bei Uvrier befinden sich verschiedene öffentliche Infrastrukturen. Die Kantonsstrasse, die Simplonstrecke der Eisenbahn und die Autobahn A 9 führen durch das Gebiet. Die Autobahn unterquert den kanalisierten Bachlauf der Lienne in einem kurzen Tunnel und überquert die Rhone auf der Brücke Pont sur le Rhône à Uvrier. Im Süden der Ortschaft liegt die Kehrichtverbrennungsanlage des mittleren Wallis Unité d’Incinération d’Ordures Ménagères Uvrier. Westlich des Dorfes besteht ein Motocrossparcours.

## Personen
- Jean-Emile Tamini (1872–1942), Geistlicher und Historiker
- Bernhard Truffer (* 1938), Staatsarchivar des Kantons Wallis, Präsident des Schweizer Bergführerverbands
- Alain Geiger (* 1960), Fussballspieler